# Имера
Имера (груз. იმერა) — село в 17 километрах от Цалки на юге Грузии, в Цалкском районе края Квемо-Картли.
Основное население села составляют понтийские греки так же известные как Цалкинские Урумы.
Название села образовалось от греч. Ημέρα (что означает — день, утро) в 1830 году. Определённое число семей-выходцев из указанного селения в 1830 году вместе с Гюмишханскими греками поселились в местности Бешкенашен (оно же Бешташени). Прожив пять лет совместно с бешташенцами, имерцы решили отделиться и перейти на пустующие казенные земли, которые в народе называли «Яйла», то есть летнее пастбище. Итак; в 1835 году на территории Цалкского района образовалось новое селение выходцами из Бешташен. Жители решили дать населенному пункту греческое название, села, в котором прежде они жили в Трапезундской области.